# Robert Nichols (poète)
Pour les articles homonymes, voir Nichols.
Robert Nichols, acteur américain.
Robert Malise Bowyer Nichols (né à Shanklin le 6 septembre 1893 et mort à Cambridge le 17 décembre 1944) est un poète et dramaturge britannique.
Fils aîné du poète britannique John Bowyer Buchanan Nichols (en), Robert Nicols naît le 6 septembre 1893 à Shanklin. Après des études secondaires au Winchester College et un début d'études universitaires au Trinity College d'Oxford, il s'engage dans l'artillerie britannique lorsque survient la Première Guerre mondiale. Bien qu'il ait joui à l'époque d'une brève notoriété comme l'un des plus importants poètes-soldats britanniques, son engagement militaire est de courte durée. Il est rapatrié en 1915 à la suite du choc d'une explosion, sans avoir été au front,. Dans sa correspondance, Aldous Huxley, tout en soulignant son immodestie, le considère en 1918 comme ayant du succès et étant très bien introduit. Il est recommandé en 1921 comme professeur à Sanki Ichikawa, qui dirige le département d'anglais de l'Université impériale de Tokyo et reste au Japon jusqu'en 1924, bien qu'il n'apprécie pas la culture japonaise et s'y adapte mal. Lors d'un séjour en 1922 au Royaume-Uni, il épouse Norah Denny. En 1925, il publie dans le Times une série d'articles remarqués sur les figures marquantes et l'avenir du cinéma hollywoodien à la suite desquels il est engagé par Douglas Fairbanks pour le tournage du Pirate noir.